# Jeltesloot Aquaduct
Het Jeltesloot Aquaduct (Fries: Jeltesleat Akwadukt) is het aquaduct aan de zuidzijde van Hommerts en de noordzijde van Koufurderrige in de Nederlandse provincie Friesland, waar de N354 en de Jeltesloot elkaar kruisen. Het bouwwerk werd op 23 november 2007 officieel opengesteld voor verkeer.

## Geschiedenis
Oorspronkelijk kruiste de N354 de Jeltesloot via de in de jaren 1960 gebouwde Jelteslootbrug. Deze beweegbare brug, die aanvankelijk een doorvaarthoogte van 1,20 meter had, en in 1989 was vervangen door een brug met een doorvaarthoogte van 3,75 meter, vormde door het toenemen van zowel het verkeer over de weg als dat over het water, een flessenhals. Om een vrije doorgang voor weg- en waterverkeer te realiseren, is het aquaduct gebouwd.
De bouwwerkzaamheden zijn eind 2005 begonnen. De tunnel werd uitgevoerd als een openbouwputconstructie, in verband waarmee de Jeltesloot voor een bepaalde periode gedeeltelijk voor scheepvaartverkeer werd afgesloten. Op 7 mei 2006 stortte een deel van de damwand in, doordat een bout losschoot.
Het gesloten deel van het aquaduct is 45,4 meter lang en de beide toeritten 198 meter. De totale lengte van de constructie komt daarmee op 441,4 meter. Het diepste punt van de tunnel (bovenkant asfalt) bevindt zich op 9,44 meter onder NAP.
De Jelteslootbrug is kort na de openstelling van het aquaduct gesloopt.
Galamadammen · Geeuw · Hendrik Bulthuis ·  Houkesloot · Ie · Jeltesloot · Langdeel · Leppa · Margaretha Zelle · M.C. Escher · Mid-Fryslân · Prinses Margriet · Richard Hageman · Van Harinxmakanaal (Harlingen)